# Mohamed Simakan
Mohamed Simakan, né le 3 mai 2000 à Marseille, est un footballeur franco-guinéen qui évolue au poste de défenseur central ou arrière droit à Al-Nassr FC.

## Biographie

### Carrière en club

#### Jeunesse
Mohamed Simakan est né 3 mai 2000 à Marseille,, de parents guinéens,, originaires de Boké en Basse-Guinée.
Il est le demi-frère d'Ismaël Bangoura.
Durant sa jeunesse, Mohamed Simakan évolue au FC Rouguière, un club de l'est de Marseille, avant de rejoindre l'Olympique de Marseille, qu'il quitte en début d'année 2015, quelque peu en froid avec le club, qui ne parvient pas à lui faire signer de contrat aspirant. Il évolue ensuite six mois au JO Saint-Gabriel avant de rejoindre le SC Air Bel où il joue jusqu'en 2017. Il y devient notamment capitaine de l'équipe des moins de 17 ans qui finit troisième du championnat de France des moins de 17 ans.
Il suit un essai concluant au Racing Club de Strasbourg Alsace en février 2017 ; évoluant chez les moins de 19 ans, il signe ensuite un contrat stagiaire en janvier 2018 (et évolue donc avec la réserve du club), puis un contrat professionnel en mai 2018. Mais son entrée en équipe première s'avère freinée par une rupture des ligaments croisés du genou droit lors d'un match amical contre le KAA La Gantoise en juillet 2018.

#### RC Strasbourg (2019-2021)
Simakan fait ses débuts professionnels avec le RCSA en match de barrage pour la Ligue Europa le 25 juillet 2019. Il prend part à cette victoire 3-1 contre les Israéliens du Maccabi Haïfa, titularisé à droite de la défense centrale à trois joueurs.
Capable de jouer en défense centrale, c'est en revanche au poste d'arrière droit qu'il commence à s'imposer, notamment lors de l'épopée du Racing en barrages pour la Ligue Europa, où il joue la plupart des matchs. Les Alsaciens, défaits par trois buts à zéro passent à un match nul contre Francfort  de se qualifier en C3.
Mohamed Simakan réalise ses débuts en Ligue 1 contre Reims le 18 août 2019. Enchaînant les titularisations, il est déjà décrit très tôt dans la saison comme l'une des révélations du club alsacien et de la Ligue 1,. Il apparaît dans le 11 type international des Français de L'Équipe dès septembre ; de plus, selon les notations du même quotidien, il est au 9 novembre 2019 le meilleur arrière droit et huitième meilleur défenseur de Ligue 1 (pour la saison 2019-2020) avec une note moyenne de 5,57/10 ce qui le place notamment derrière des joueurs confirmés comme Laurent Koscielny, Nicolas Pallois et Yunis Abdelhamid. Il est également présent pour la première fois dans l'équipe-type de la 11ème journée de Ligue 1, toujours dans le quotidien L'Équipe grâce à sa performance face à l'OGC Nice qui contribue à la victoire de son club par 2 buts à zéro en provoquant notamment le carton rouge attribué par l'arbitre Mikaël Lesage à Racine Coly. En cette même période, il attire ainsi déjà les regards de grands clubs européens comme l'AS Rome ou Valence mais également l'Inter Milan, qui a envoyé un recruteur au Stade de la Meinau afin de le superviser lors d'un match contre Montpellier le 29 septembre 2019 en vue d'un possible futur transfert .
Auteur d'une première partie de saison 2020-21 très remarquée, il est annoncé avec insistance à l'AC Milan lors du mercato hivernal,. Mais gravement blessé au genou avant de pouvoir partir en Italie, il termine sa saison en Alsace puis est finalement annoncé au RB Leipzig pour l’été 2021, le club allemand ayant également fait le forcing pour le jeune défenseur depuis l'hiver précédent,.

#### RB Leipzig (2021-2024)
Le 22 mars 2021, il s'engage avec le club allemand du RB Leipzig en Bundesliga, pour remplacer Dayot Upamecano, parti au Bayern Munich. Il y signe un contrat de cinq ans courant jusqu'en 2026, contre un montant d'environ 17 millions d'euros, bonus inclus. Il terminera cependant la saison 2020-2021 au Racing Club de Strasbourg.
Il inscrit son premier but avec le RB Leipzig le 13 mars 2022 face à Greuther Fürth de la tête.

#### Al-Nassr FC (depuis 2024)
Le 30 août 2024, il décide de quitter l’Europe pour rejoindre Al-Nassr FC en Arabie-Saoudite.

### Carrière internationale
Ses performances avec le Racing lui valent, en septembre 2019, d'être appelé pour la première fois en Équipe de France des moins de 20 ans par le sélectionneur Bernard Diomède (champion du monde en 1998) pour les matchs amicaux contre la Croatie et la Slovénie  contre qui il marque de la tête et ouvre donc son "compteur but(s)", contribuant donc au match nul de son équipe, sur le score de 2-2.
Éligible avec l'équipe de Guinée, à laquelle il ne ferme pas la porte, à ses débuts,, Simakan est même cité directement par le sélectionneur Kaba Diawara fin 2021, comme joueur visé par son pays d'origine. Affirmant néanmoins plus tard viser la sélection française, alors qu'il brille à Leipzig,, il est notamment cité comme potentiel nouveau nom pouvant apparaitre sur les listes de Deschamps dès 2022.

## Palmarès
Avec le RB Leipzig, Simakan remporte la coupe d'Allemagne en 2022 et 2023, ainsi que la Supercoupe d'Allemagne en 2023.

## Statistiques
| Saison                | Club                  | Championnat           | Championnat | Championnat | Championnat | Coupe(s) nationale(s) | Coupe(s) nationale(s) | Coupe(s) nationale(s) | Supercoupe | Supercoupe | Supercoupe | Compétition(s) continentale(s) | Compétition(s) continentale(s) | Compétition(s) continentale(s) | Compétition(s) continentale(s) | Total | Total | Total |
| Saison                | Club                  | Division              | M.          | B.          | P.d.        | M.                    | B.                    | P.d.                  | M.         | B.         | P.d.       | Comp.                          | M.                             | B.                             | P.d.                           | M.    | B.    | P.d.  |
| 2019-2020             | RC Strasbourg         | Ligue 1               | 19          | 0           | 0           | 1                     | 0                     | 0                     | -          | -          | -          | C3                             | 5                              | 0                              | 0                              | 25    | 0     | 0     |
| 2020-2021             | RC Strasbourg         | Ligue 1               | 19          | 1           | 1           | -                     | -                     | -                     | -          | -          | -          | -                              | -                              | -                              | -                              | 19    | 1     | 1     |
| Sous-total            | Sous-total            | Sous-total            | 38          | 1           | 1           | 1                     | 0                     | 0                     | -          | -          | -          | -                              | 5                              | 0                              | 0                              | 44    | 1     | 1     |
| 2021-2022             | RB Leipzig            | Bundesliga            | 28          | 1           | 0           | 6                     | 0                     | 0                     | -          | -          | -          | C1+C3                          | 4+3                            | 0                              | 0+1                            | 41    | 1     | 1     |
| 2022-2023             | RB Leipzig            | Bundesliga            | 24          | 1           | 1           | 5                     | 1                     | 2                     | 1          | 0          | 0          | C1                             | 7                              | 1                              | 3                              | 37    | 3     | 6     |
| 2023-2024             | RB Leipzig            | Bundesliga            | 32          | 2           | 3           | 2                     | 0                     | 0                     | 1          | 0          | 0          | C1                             | 7                              | 1                              | 0                              | 42    | 3     | 3     |
| 2024-2025             | RB Leipzig            | Bundesliga            | 1           | 0           | 0           | 1                     | 0                     | 0                     | 0          | 0          | 0          | C1                             | 0                              | 0                              | 0                              | 2     | 0     | 0     |
| Sous-total            | Sous-total            | Sous-total            | 85          | 4           | 4           | 14                    | 1                     | 2                     | 2          | 0          | 0          | -                              | 21                             | 2                              | 4                              | 122   | 7     | 10    |
| Total sur la carrière | Total sur la carrière | Total sur la carrière | 125         | 5           | 5           | 15                    | 1                     | 2                     | 2          | 0          | 0          | -                              | 26                             | 2                              | 4                              | 168   | 8     | 11    |